# Mattei (famiglia)

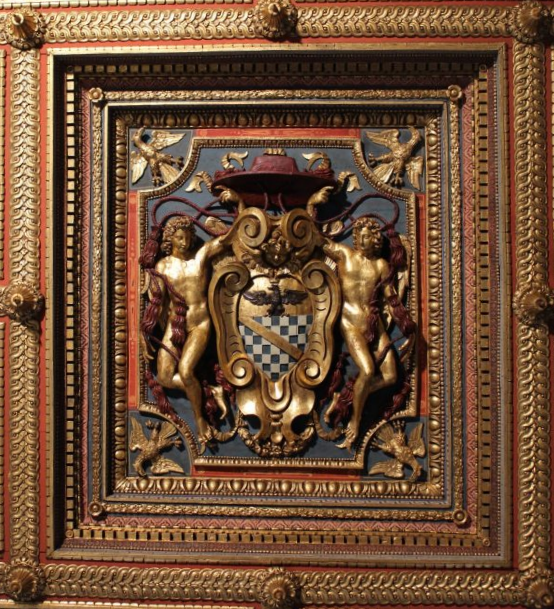
Stemma della famiglia Mattei nelle decorazioni del soffitto del salone di Palazzo Mattei Caetani

La famiglia Mattei è stata una famiglia nobile italiana, appartenente alla nobiltà romana.
Appartenente al più antico nucleo del patriziato romano e già imparentata con i Conti di Tuscolo e gli Stefaneschi, si ritiene che discenda dai Papareschi (origine rivendicata dai Mattei stessi), che estendevano le loro radici con un Johannes de Papa prima del X secolo e il cui vasto gruppo parentale comprendeva le famiglie trasteverine dei De Cardinale, dei Romani e dei Venturini e probabilmente anche quella dei Normanni. Vantano nella famiglia di origine i cardinali Cinzio, Gregorio, Guido e Pietro Papareschi; e con il cognome Mattei ben otto cardinali, oltre al cardinale Gregorio che divenne papa Innocenzo II. Altri tuttavia ne farebbero derivare la discendenza dalla famiglia di papa Gregorio IX, che è quella dei Conti di Segni, derivante a sua volta da quella dei Conti di Tuscolo. Di essa Onofrio Panvinio diceva: «Matthaeiorum gentis Transtiberinae inter Romanas primariae ante quingentos annos diversorum sub appellatione nominum illustria monumenta exstant» («esistono illustri monumenti della famiglia trasteverina dei Mattei, una delle più importanti famiglie romane, nota con vari nomi da cinquecento anni»).
Usava portare uno stemma scaccato d'argento e d'azzurro alla banda d'oro attraversante. L'aquila al capo fu aggiunta nel ramo di Giove in seguito al matrimonio di Asdrubale Mattei con Costanza Gonzaga, avvenuto nel 1595. Questo stemma venne tuttavia rapidamente adottato anche dagli altri rami della famiglia.
La famiglia, che per mezzo dei Papareschi aveva posseduto feudi nei dintorni di Cerveteri, oltre alle signorie di Civita Castellana e Montalto nel XII secolo, continuò a possederne di propri dal XVI secolo, oltre ad ampie estensioni lungo la via Portuense suburbana, e ancora, sul finire del XVIII secolo, secondo il Catasto annonario dell'Agro romano, possedeva la tenuta della Casetta per un'estensione di 650 rubbi, pari a circa 1 170 ha, e quella di Campo Salino o Ponte Galera di 284 rubbi, pari a circa 511 ha.

## Storia
I primi Mattei, forse discendenti da un Matteo Papareschi, costruirono il loro palazzetto, ancora visibile con il loro stemma con lo scudo scaccato con la banda, prospiciente la Piazza in Piscinula, nei pressi degli argini del Tevere, in prossimità del Ponte Cestio sull'Isola Tiberina. Il luogo in passato era noto anche come Capocroce dei Mattei: inoltre nella vicina chiesa di San Benedetto in Piscinula è conservata la più antica sepoltura della famiglia. Il palazzetto aveva una funzione di controllo, perché la gens Mattheia detenne sin dal 1271 e fino alla sua estinzione, la carica di "Guardiano perpetuo dei ponti e delle ripe dell'alma città di Roma in Sede Apostolica vacante", che imponeva, ogniqualvolta moriva un papa, di reclutare cento uomini dai loro possedimenti, vestirli di uniforme rossa (da cui il nome di soldati rossi) e armarli al fine di custodire la Porta Portese, che dava accesso diretto sul lato del Vaticano, e il porto fluviale (ripa) di Ripa Grande, oltre a tenere sotto controllo il transito su tutti i ponti di Roma anche esigendone un pedaggio.
Già saldamente presenti con il nobile Pietro, figlio di Giacomo, durante la metà del XIV secolo tra gli esercenti dei diritti di pesca nello stagnum maius di Maccarese, come concessionari del vescovo di Porto ed eredi dei Guidoni e dei Papareschi, sin dagli anni del papato di Bonifacio IX, la famiglia, con il testamento di Jacobello Mattei, figlio di Renzo, era documentata proprietaria dei feudi di Oricona, Pantanello e Polverella e di metà di quelli di Castiglione e San Giorgio. Successivamente il ramo della famiglia che rimase a Trastevere si estinse negli Annibaldi della Molara che dettero il nome alla ora scomparsa piazzetta antistante la loro residenza prospiciente l'attuale Piazza in Piscinula.
Nel maggio del 1434 Giovanni Mattei di Sant'Angelo fu uno dei sette nobili detti da Stefano Infessura "i sette signori per la libertà" che destituirono papa Eugenio IV per instaurare su istigazione dei Colonna, dei quali ne furono tradizionali alleati, la "repubblica romana".
Tra XIV e il XV secolo altri rami della famiglia con Giacomo di Matteo e suo figlio Ludovico, grazie ad un'intensa attività mercantile e creditizia, si erano trasferiti nel rione Sant'Angelo su un ampio comprensorio che prese il nome di Insula Mattheorum, compreso dalla loro piazza omonima con la famosa fontana delle Tartarughe, via Paganica, via delle Botteghe Oscure, via Michelangelo Caetani e via dei Funari: tutti gli immobili compresi in questi luoghi appartenevano ai vari rami della casata. L'attività edilizia della famiglia è altresì testimoniata dalla costruzione del palazzo costruito verso la fine del XVI secolo su una preesistente vigna di loro proprietà, all'angolo delle Quattro Fontane, dopo che papa Sisto V fece passare di lì l'attuale via omonima all'incrocio con via del Quirinale, ora noto come Palazzo Mattei-Albani-Del Drago.

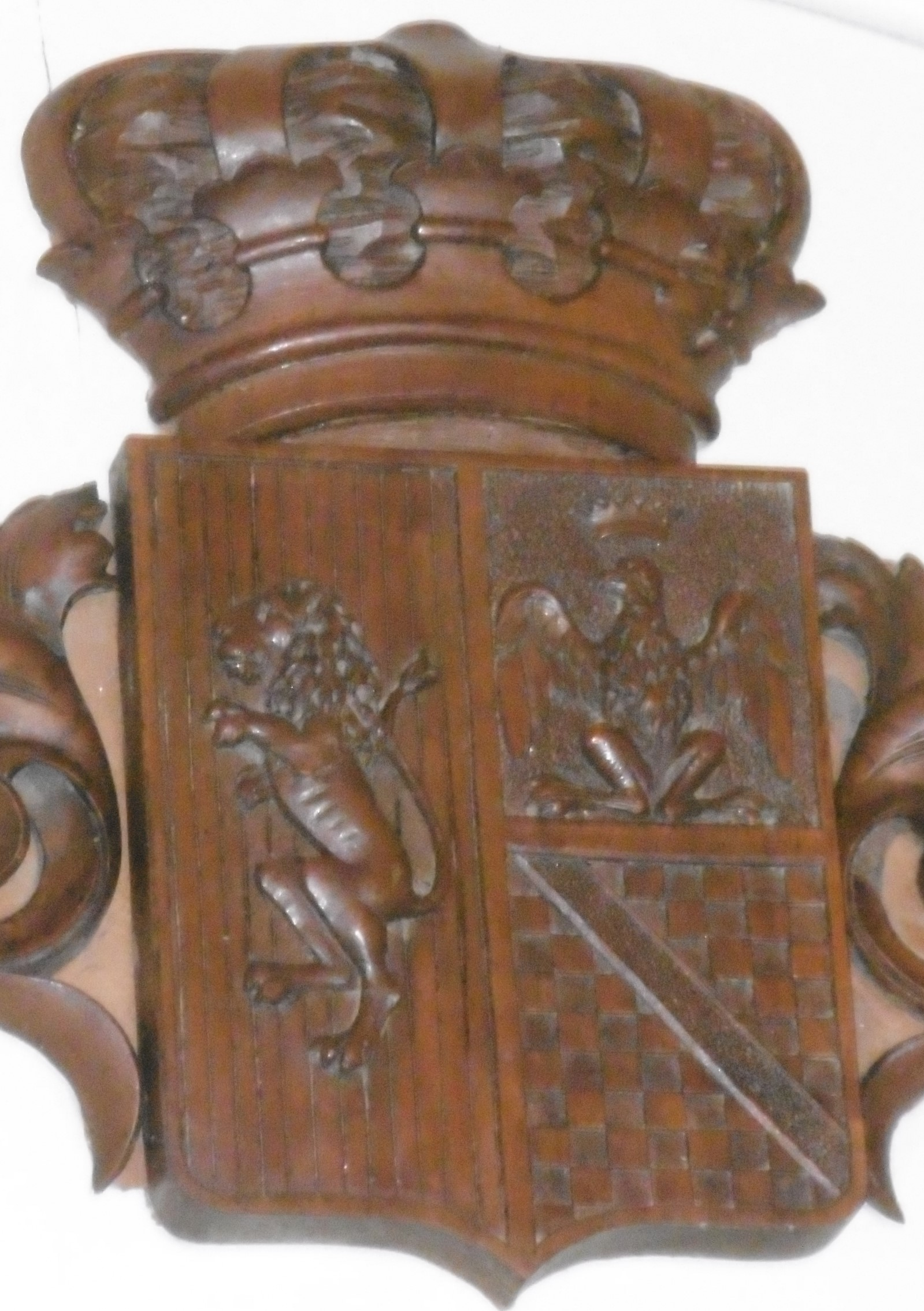
Stemma della famiglia Canonici Mattei a Ferrara nel Palazzo Canonici Mattei

Noti per le violente lotte intestine alla famiglia e da sempre aderenti al papato, raggiunsero la massima potenza e ricchezza agli inizi del XVI secolo, dimostrate sia dall'elevato numero dei membri della famiglia nel censo della città di Roma, fatto poco prima del sacco dei Lanzichenecchi del 1527, esercitarono il Conservatorato della città a partire da Giacomo, vissuto nel XV secolo, che per ben tre volte ricoprì tale carica. Esponente di spicco della famiglia in questo periodo era il noto collezionista d'arte Ciriaco Mattei, che fece costruire la Villa Celimontana e che, insieme a suo fratello Asdrubale, creò una delle più famose e importanti raccolte artistiche della città, nota come collezione Mattei. La famiglia aveva cappelle gentilizie nelle chiese di San Francesco a Ripa, Santa Maria della Consolazione e Santa Maria in Aracoeli.
Tra i feudi che possedettero, oltre a quello di Paganica, acquistato con Onna e Tempera dai De Torres all'inizio del Seicento, su cui successivamente conseguirono il titolo di duca, ebbero Rocca Sinibalda acquistata nel 1600 da Giuliano Cesarini dai fratelli Asdrubale e Ciriaco Mattei, e Giove, acquistato dagli stessi da Mario Farnese nel 1597 per 65 000 scudi e che passò poi per eredità alla famiglia Antici. Il ramo dei duchi di Giove della famiglia, che nel 1719 nella persona di Alessandro Mattei, ebbe da papa Clemente XI il riconoscimento della dignità di "principe di primo rango", abitarono l'omonimo palazzo, eretto su disegno di Carlo Maderno all'angolo tra via Caetani e via dei Funari; nel XIX secolo vi abitò Giacomo Leopardi come nipote della principessa Antici Mattei, mentre gli edifici più antichi sono quelli prospicienti la piazza omonima.
Negli ultimi anni dell'Ottocento la famiglia subì notevoli tracolli immobiliari nei vari rami per via della dedizione al gioco d'azzardo, tant'è che in città si diffuse l'adagio «un quattro un cinque un sei perse il palazzo il duca Mattei».
La famiglia si estinse nel 1801 con Filippo Mattei, ultimo duca di Giove, che trasmise i titoli e i beni alla figlia Caterina, andata in sposa a Giovanni Battista Canonici. Dall'unione nacque la famiglia Canonici Mattei.

## Albero genealogico
|                                                          |                                                           |                                                                         |                                                   |                                        |                                                                       |                                                                       |
|                                                          |                                                           |                                                                         | Linea originaria XIII secolo-1473                 |                                        |                                                                       |                                                                       |
|                                                          |                                                           |                                                                         |                                                   |                                        |                                                                       |                                                                       |
|                                                          |                                                           |                                                                         |                                                   |                                        |                                                                       |                                                                       |
|                                                          | Mattei di Pescaria 1473-1624 confluiti in Mattei di Giove | Mattei di Pescaria 1473-1624 confluiti in Mattei di Giove               | Mattei di Trastevere 1473-1640 estinti            | Mattei di Trastevere 1473-1640 estinti | Mattei di Sant'Angelo 1420-1530 ca. confluiti in Mattei di Trastevere | Mattei di Sant'Angelo 1420-1530 ca. confluiti in Mattei di Trastevere |
|                                                          |                                                           |                                                                         |                                                   |                                        |                                                                       |                                                                       |
|                                                          |                                                           |                                                                         |                                                   |                                        |                                                                       |                                                                       |
| Mattei di Giove 1597-1801 confluiti in Antici e Canonici | Mattei di Giove 1597-1801 confluiti in Antici e Canonici  | Mattei di Paganica 1490-1688 confluiti in Savelli                       | Mattei di Paganica 1490-1688 confluiti in Savelli |                                        |                                                                       |                                                                       |
|                                                          |                                                           |                                                                         |                                                   |                                        |                                                                       |                                                                       |
|                                                          |                                                           |                                                                         |                                                   |                                        |                                                                       |                                                                       |
|                                                          |                                                           | Mattei Orsini di Paganica 1580 ca.-1715 confluiti in Conti e Santacroce |                                                   |                                        |                                                                       |                                                                       |

## Membri principali

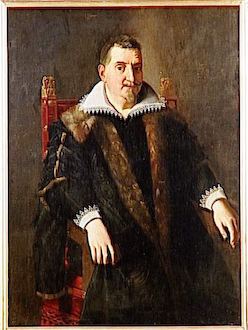
Asdrubale Mattei in un dipinto della scuola del Caravaggio

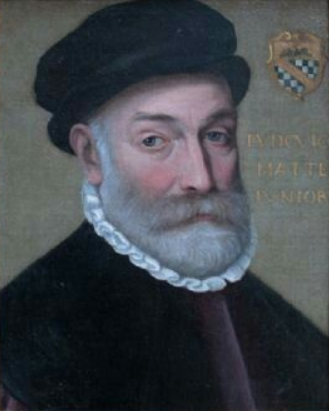
Ludovico II Mattei in un ritratto di Federico Zuccari

### Laici
- Alessandro Mattei, nobile e criminale;
- Asdrubale Mattei, marchese di Giove;
- Ciriaco Mattei, marchese di Rocca Sinibalda;
- Fabio Mattei, nobile, imprenditore e politico;
- Girolamo Mattei, 1º duca di Giove;
- Giuseppe Mattei Orsini, militare e 1º duca di Paganica;
- Ludovico I Mattei, nobile e politico;
- Ludovico II Mattei, nobile e politico;
- Luigi Mattei, nobile e militare;
- Mario Mattei Orsini, barone di Paganica;
- Mario Mattei Orsini, 2º duca di Paganica;
- Muzio Mattei, nobile e politico;
- Muzio Mattei, nobile e militare.
- Pietro Antonio, nobile, imprenditore e politico.

### Ecclesiastici
- Alessandro Mattei, abate;
- Francesco Mattei, patriarca;
- Girolamo Mattei Orsini, arcivescovo e nunzio apostolico;
- Michelangelo Mattei, canonico e patriarca;
- Orazio Mattei, vescovo e nunzio apostolico;
- Paolo Mattei, nobile e presbitero.

### Cardinali
- Alessandro Mattei, cardinale;
- Gaspare Mattei Orsini, cardinale;
- Girolamo Mattei, cardinale;
- Lorenzo Girolamo Mattei, cardinale;
- Luigi Mattei, cardinale;
- Orazio Mattei, cardinale.

## Galleria d'immagini

Dimore
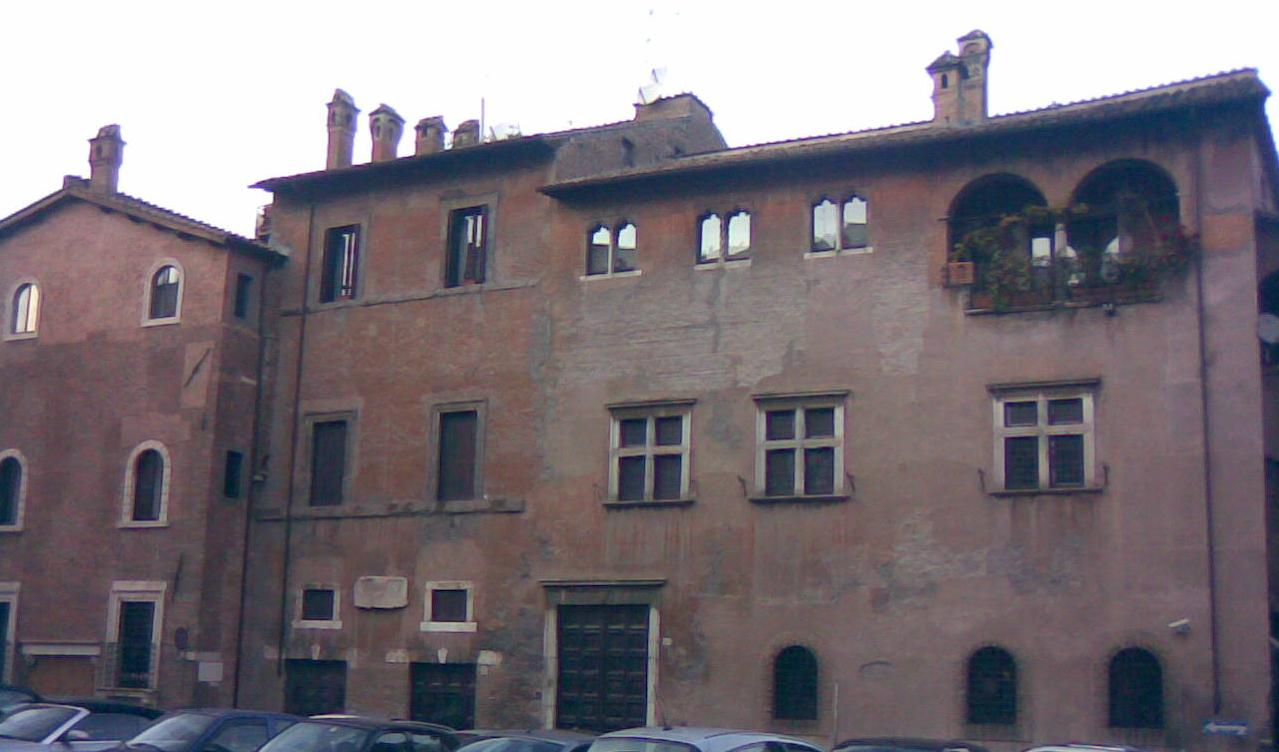
Case dei Mattei su piazza in Piscinula in Trastevere
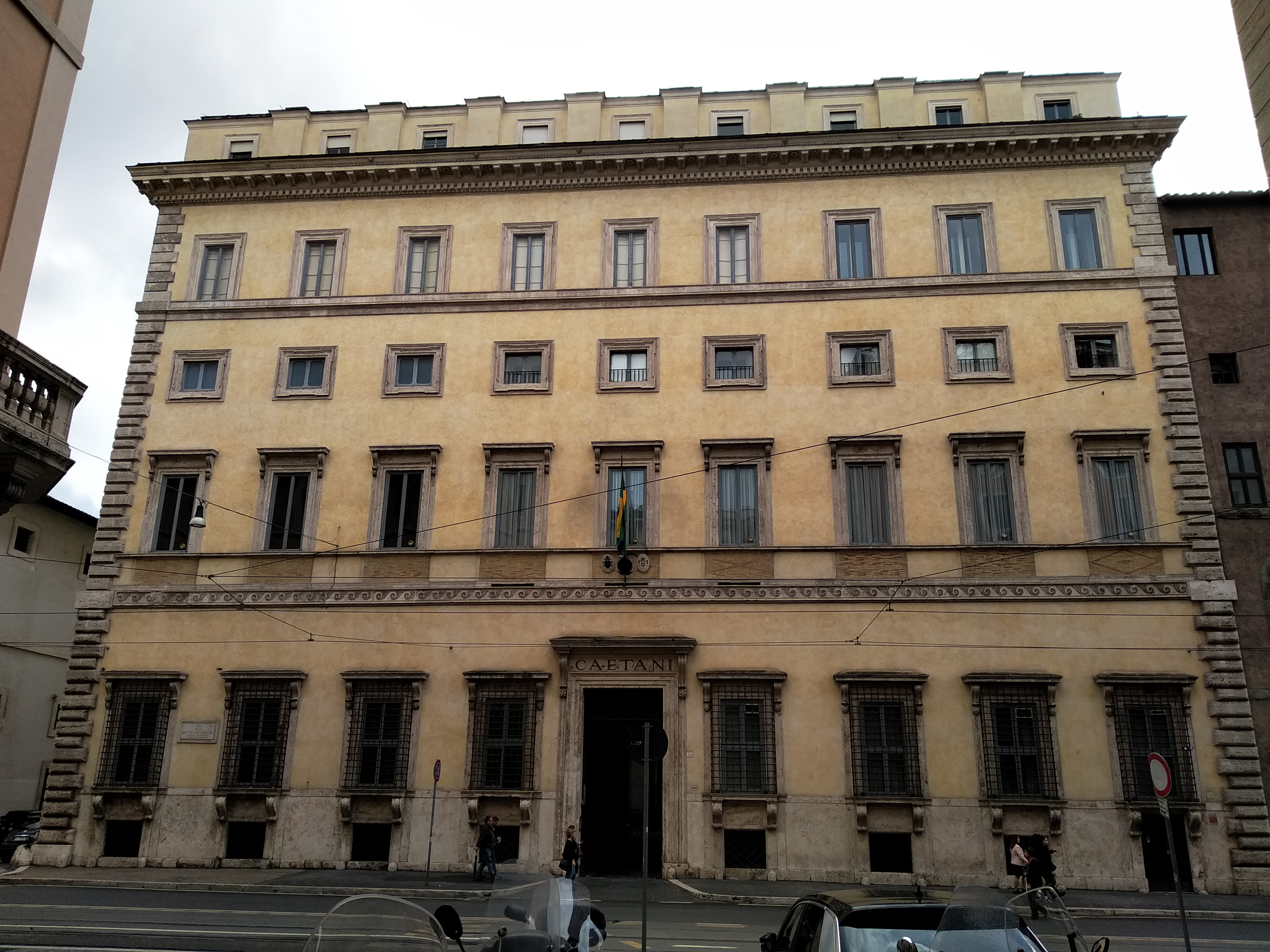
Palazzo Mattei Caetani alle Botteghe Oscure
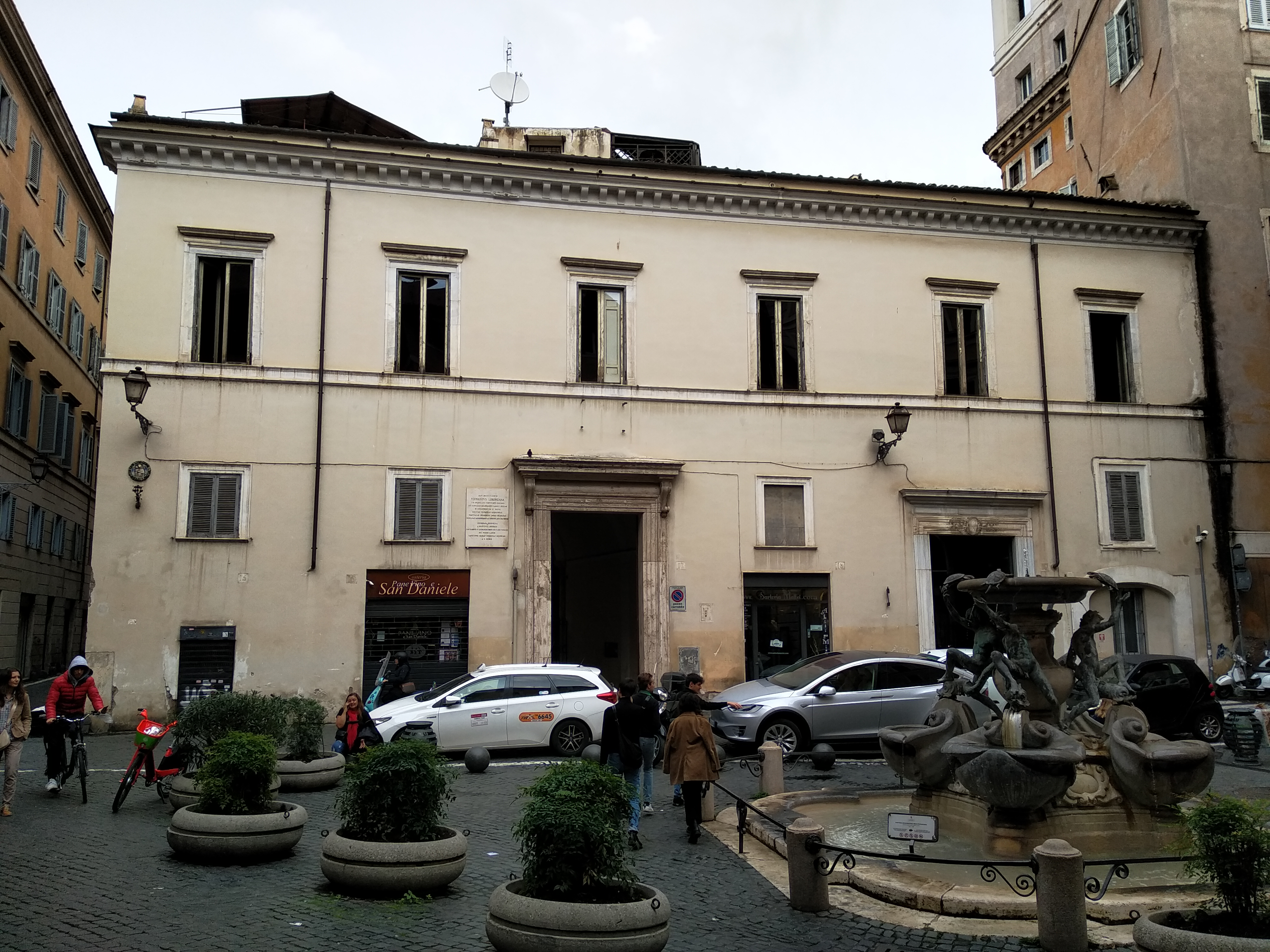
Palazzo di Giacomo Mattei su piazza Mattei
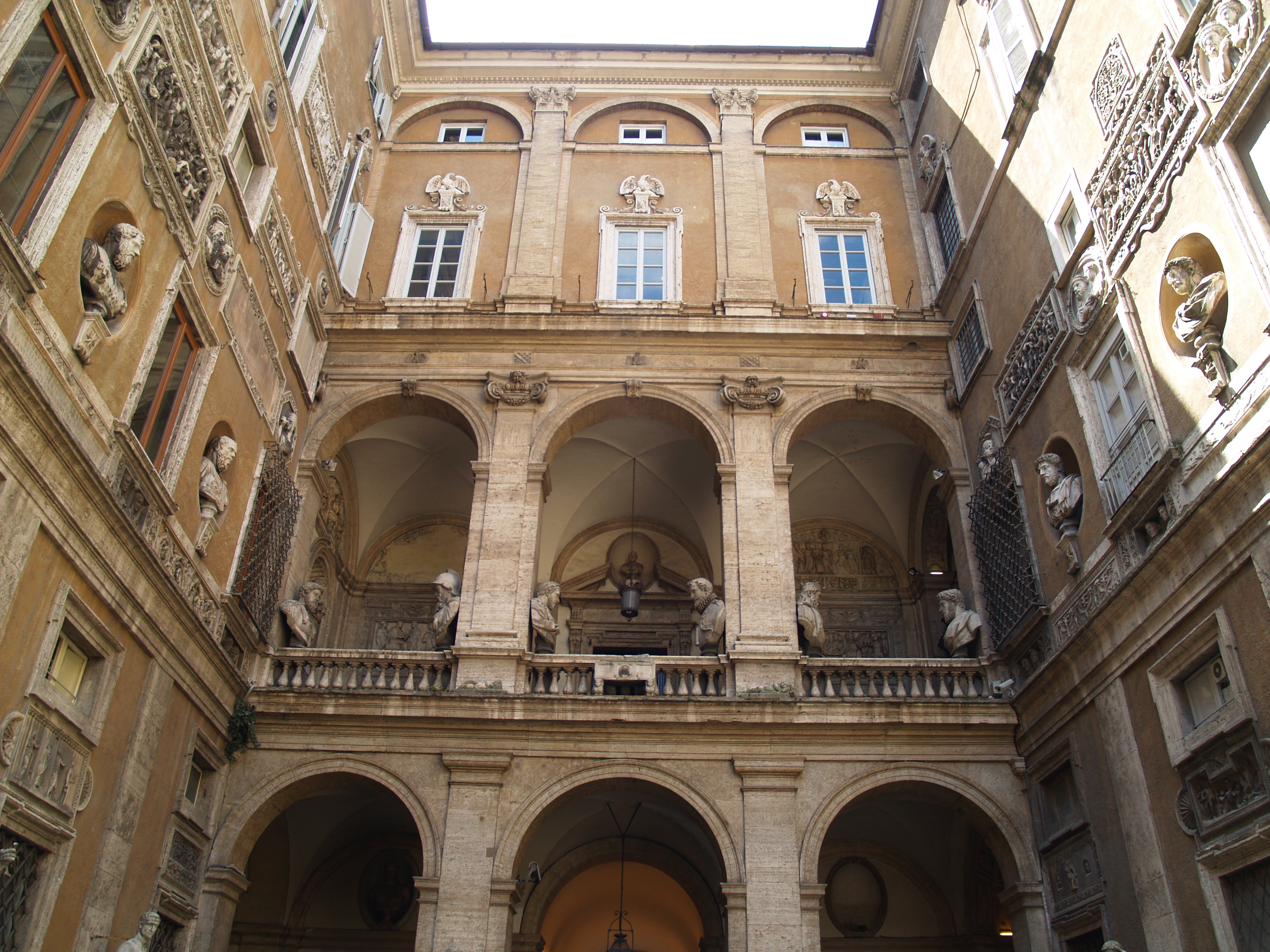
Palazzo Mattei di Giove
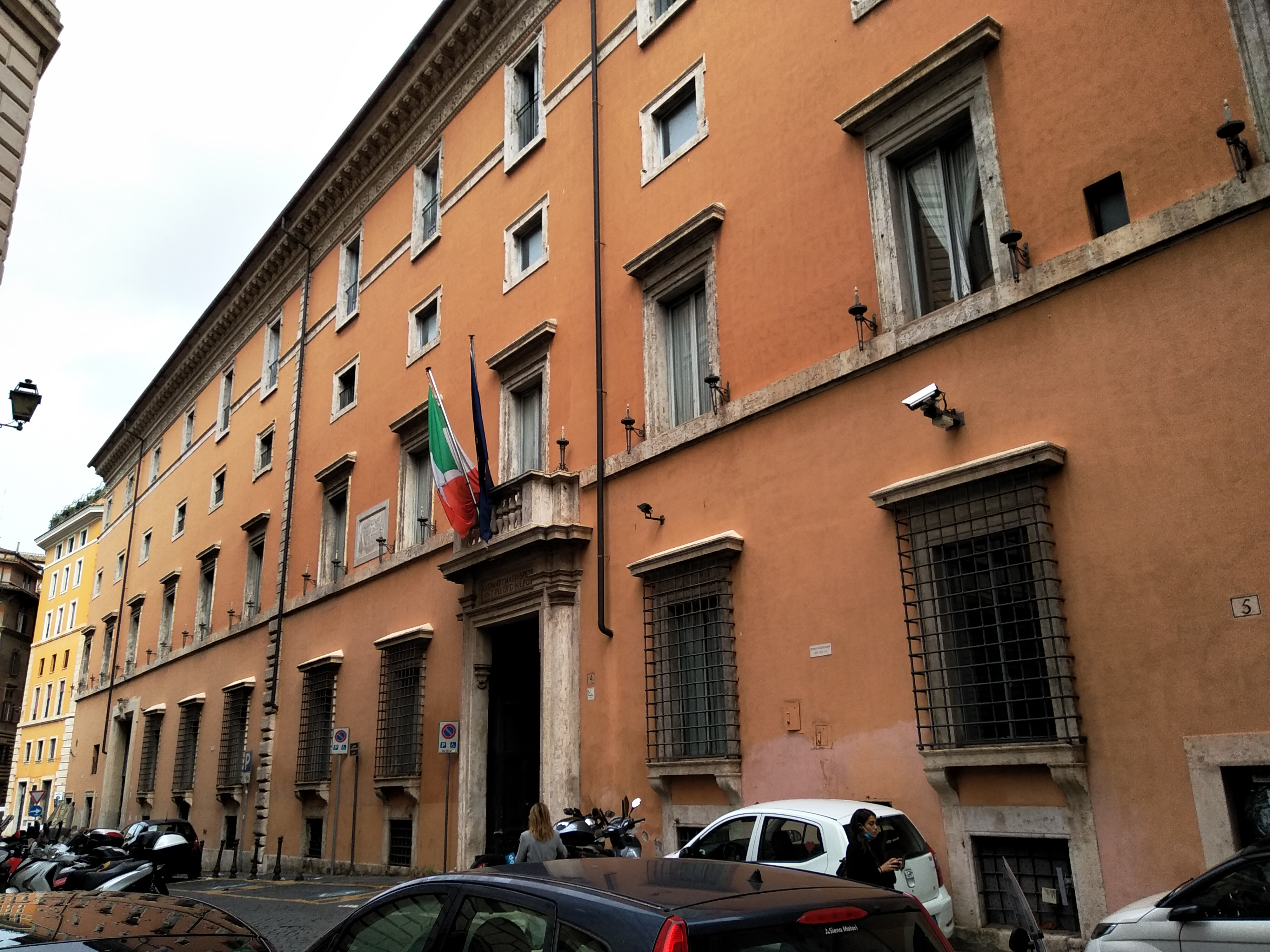
Palazzo Mattei di Paganica
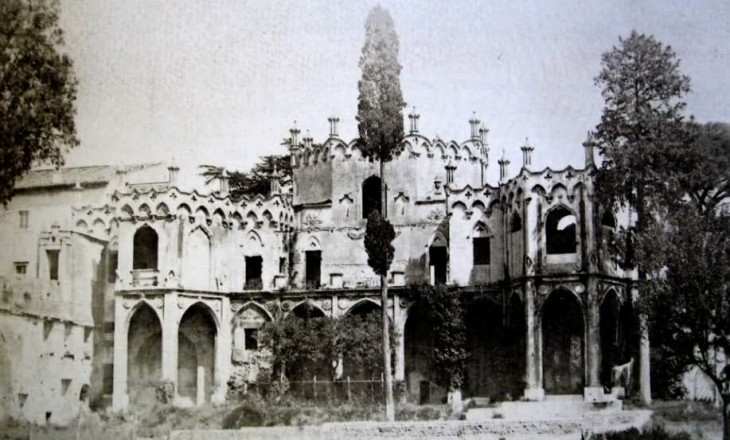
Villa Mattei al Palatino
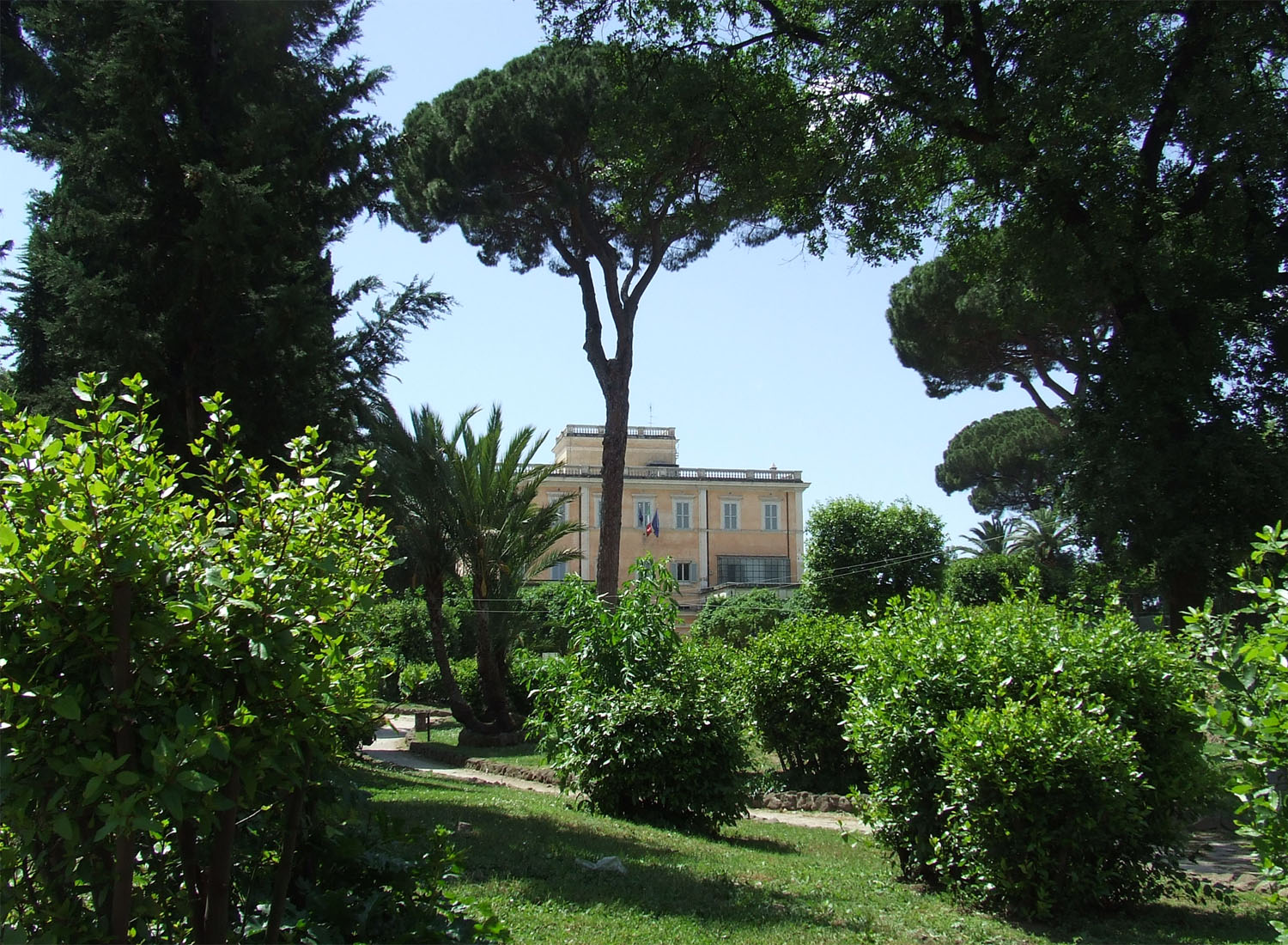
Villa Mattei al Celio (oggi Villa Celimontana)
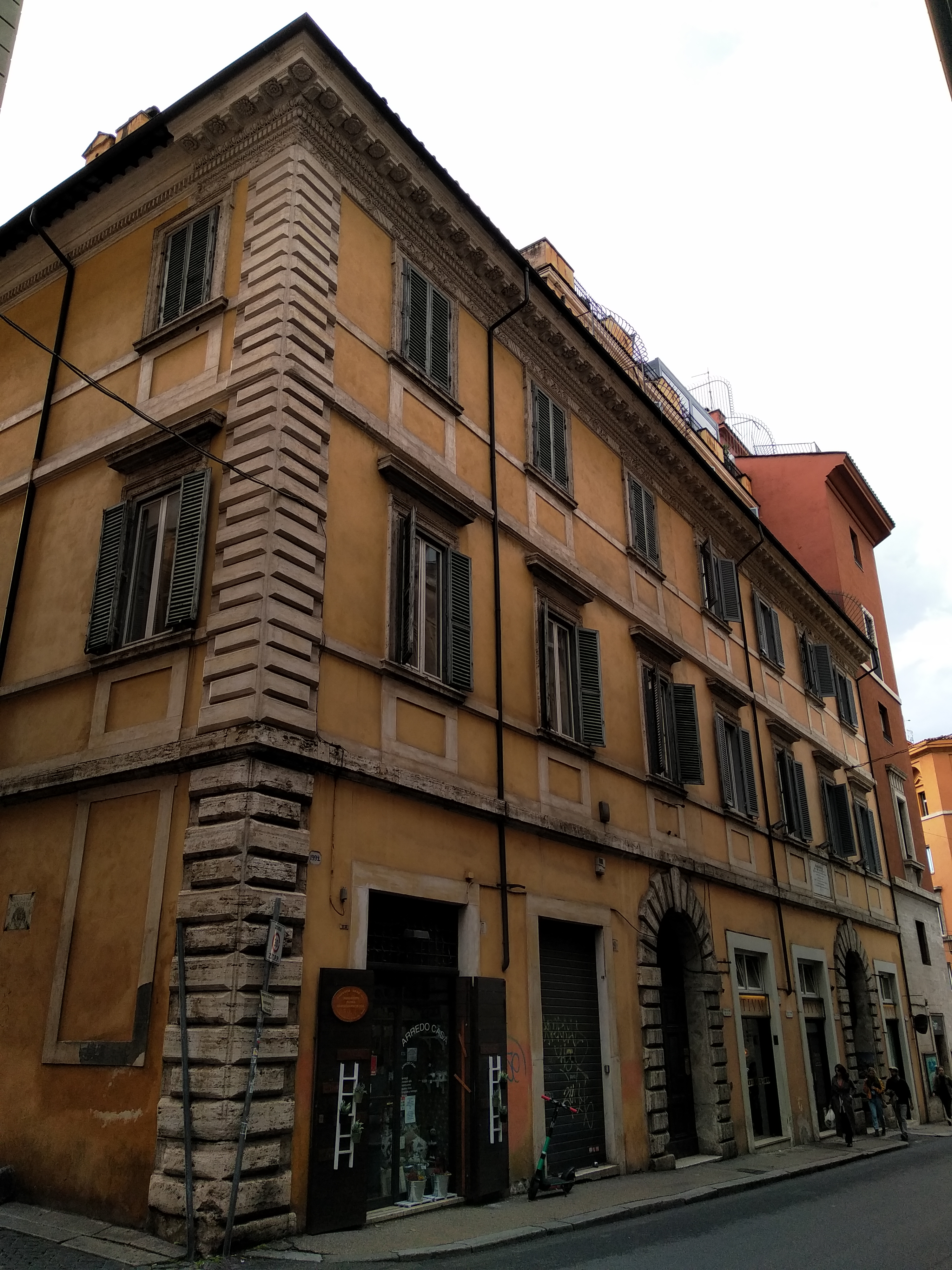
Palazzo Mattei all'Aracoeli (oggi Palazzo Margani)
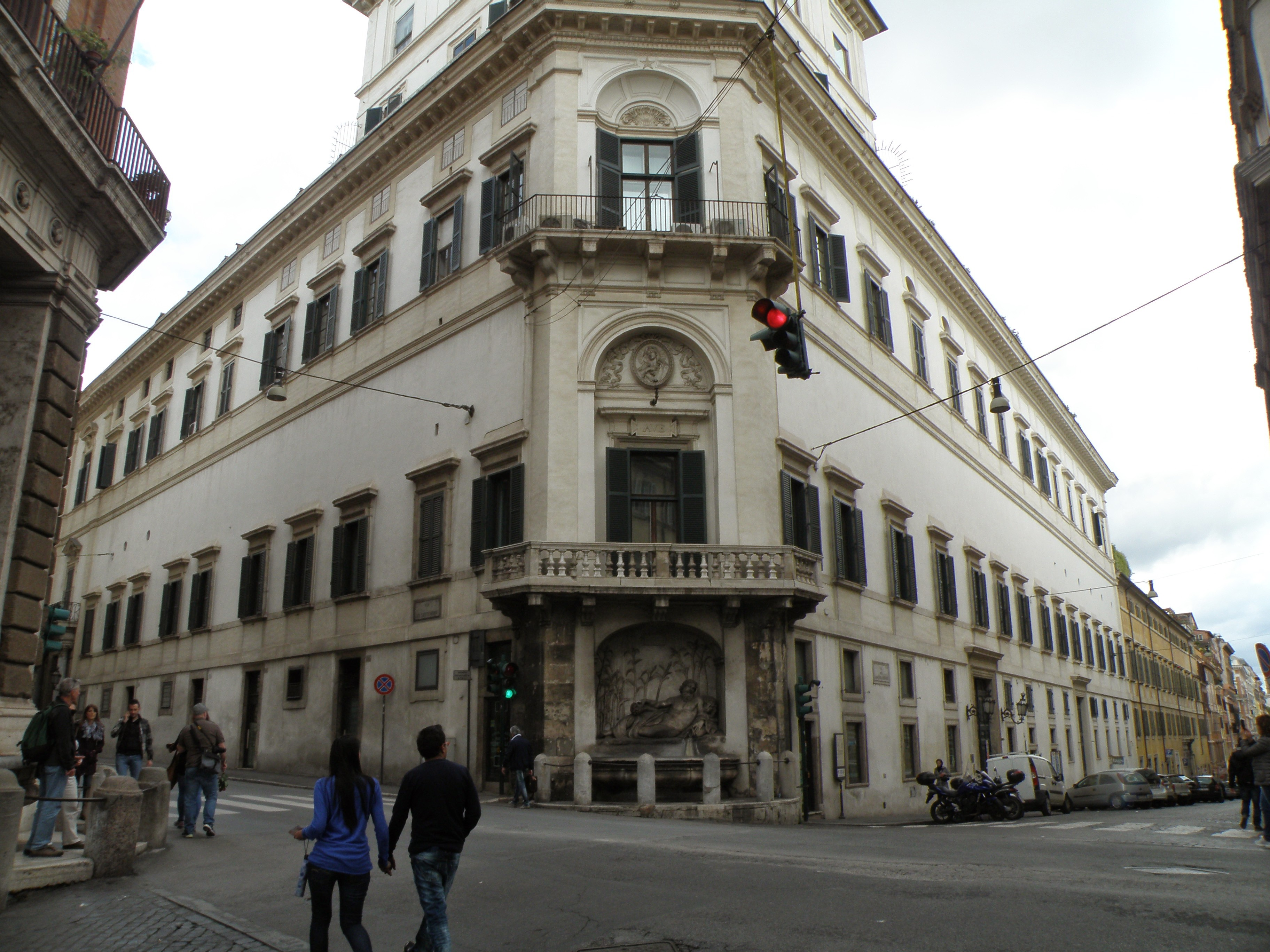
Palazzo Mattei-Albani-Del Drago alle Quattro Fontane
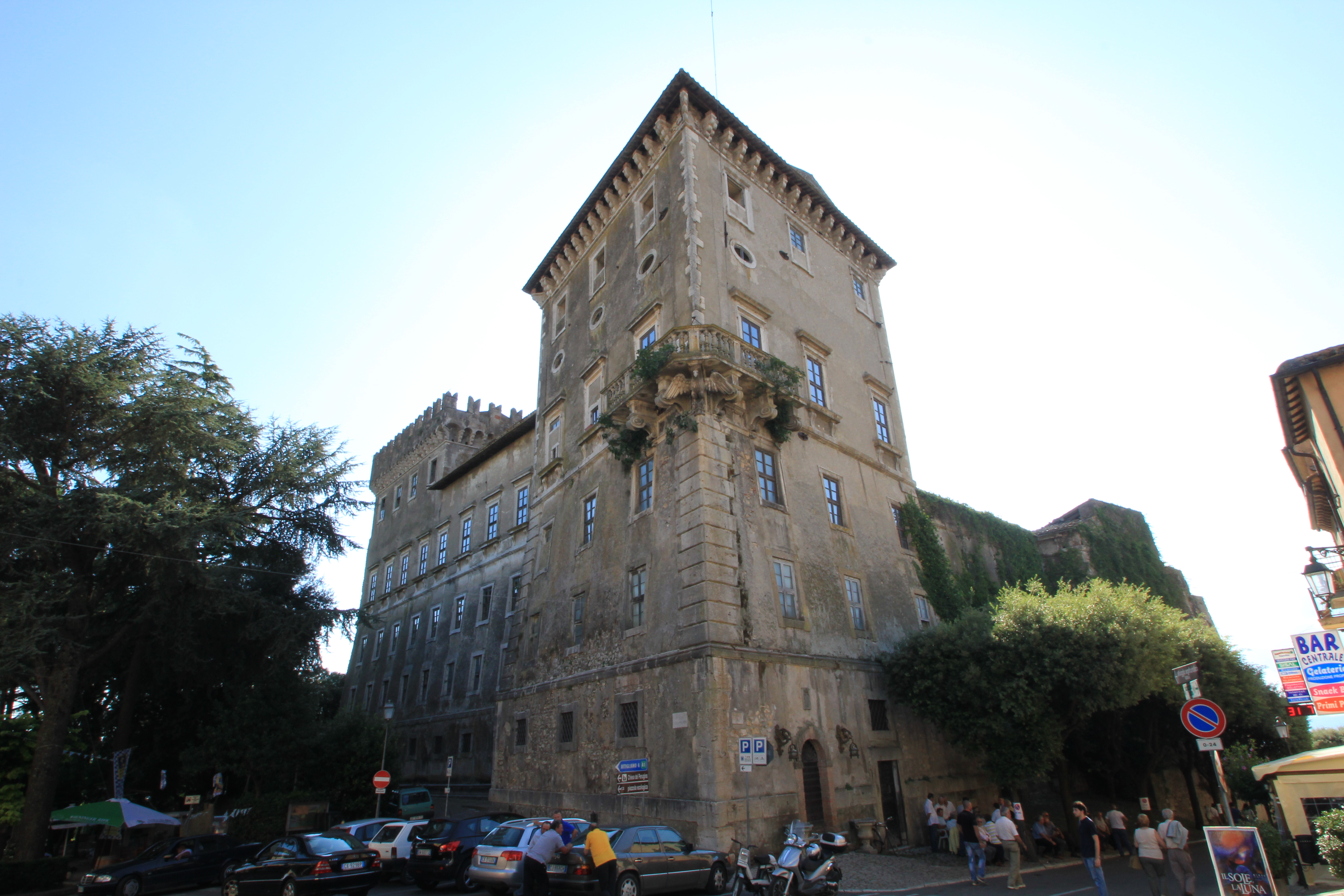
Castello di Giove
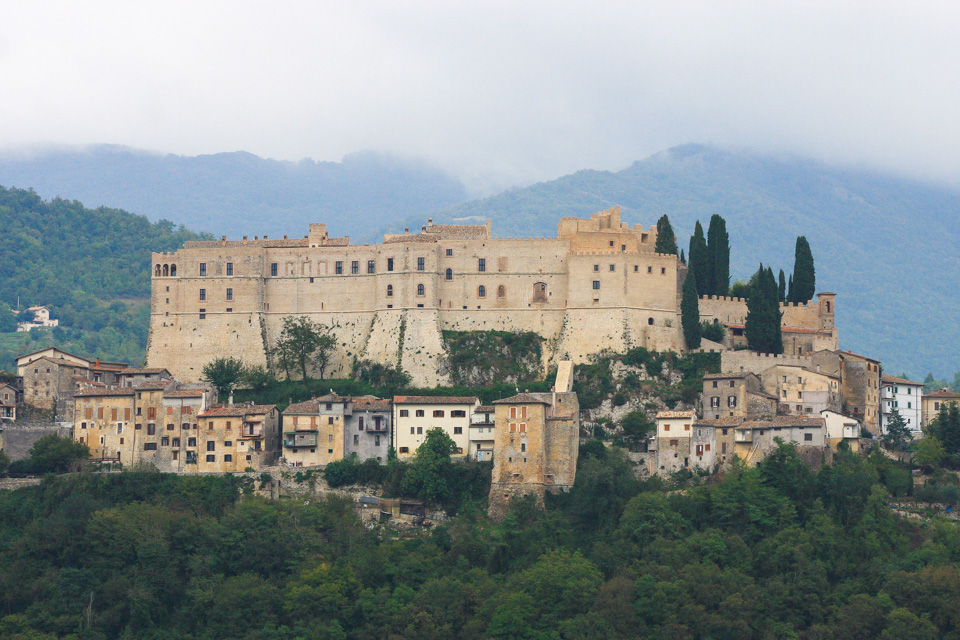
Castello Cesarini a Rocca Sinibalda